# مالتوز
مالتوزدی‌ساکاریدی است که «قند جوانه جو» نیز نامیده می‌شود که از تجزیه آنزیمی (آمیلاز) نشاسته به قند با راندمان ۸۰٪ حاصل می‌شود.یا به طور طبیعی توسط آنزیم موجود در جوانه جو نشاسته به قند مالتوز تبدیل میشود. مالتوز، دی‌مر گلوکز است که در آن، اکسیژن همی‌استالی یک مولکول گلوکز (در فرم α- آنومری) با C-۴ مولکول دیگر پیوند دارد. در این آرایش، واحد گلوکزی با خواص شیمیایی خاص خود، به صورت محافظت نشده باقی می‌ماند.
مثلاً مالتوز یک قند کاهنده است، اوسازون تشکیل می‌دهد و موتاروتاسیون در آن انجام می‌گیرد. مالتوز با محلول اسید یا آنزیم مالتاز، هیدرولیز شده، به دو مولکول گلوکز تبدیل می‌شود. شیرینی آن به اندازه یک‌سوم ساکارز است.
مالتوز + آب «=» گلوکز + گلوکز